# Hynobius amjiensis
Hynobius amjiensis (англ. Amji's salamander) — вид земноводних родини Кутозубі тритони ряду хвостаті. Вид є ендеміком Китаю, описаний з провінції Чжецзян на висоті 1300 м. Ця саламандра живе у чистій, протічній воді гірських струмків та озер. Тіло завдовжки 15,3-16,6 см.